# Parapercis flavolabiata
Parapercis flavolabiata és una espècie de peix de la família dels pingüipèdids i de l'ordre dels perciformes.

## Descripció
- Fa 9,1 cm de llargària màxima i presenta 6 taques amples i vermelles al dors, punts vermells amb les vores grogues a la part postorbital del cap i del clatell i una filera de punts vermells foscos al llarg de l'aleta dorsal.
- 5 espines i 21 radis tous a l'aleta dorsal i 1 espina i 17-18 radis tous a l'anal. 16-18 (sovint 17) radis a les aletes pectorals.
- 29-30 vèrtebres (9-10 abdominals i 20 caudals).
- 51-55 escates a la línia lateral. 8-9 escates predorsals. Escates cicloïdals a les galtes (al voltant d'11 fileres horitzontals).
- En general, 8 dents canines grans en una filera exterior al davant de la mandíbula inferior. Vòmer amb una filera en forma de mitja lluna de 6-10 dents còniques i robustes.[1][2]

## Hàbitat i distribució geogràfica
És un peix marí, bentopelàgic (entre 45 i 79 m de fondària sobre fons sorrencs) i de clima tropical, el qual viu al Pacífic occidental: és un endemisme de la plataforma continental del nord-est d'Austràlia (Queensland i la Gran Barrera de Corall).

## Observacions
És inofensiu per als humans.